# Вольфганг Шраєр
Во́льфґанґ  Шра́йєр — нім. Wolfgang Schreyer (20 листопада 1927 р., Магдебург — 14 листопада 2017 р. , Аренсгоп) — німецький прозаїк, поет, есеїст, сценарист фільмів та телевізійних шоу. Автор понад 20 творів пригодницького, історичного, документального та науково-фантастичного жанрів загальним накладом 6 млн. примірників. За  сценаріями В. Шрайера знято 7 фільмів, найвідоміший з яких —  «Прелюдія 11».  З 1952 р. член Східнонімецької гільдії авторів, з 1974 р. член ПЕН-клубу, у 1990 році став членом Гільдії німецьких авторів. Лавреат премій імені Генріха Манна (1956), Георга Бюхнера (1975), Генріха Гейне (1981) та Й. В. Гете (1988).Нагороджений орденом «За заслуги перед Федеративною Республікою Німеччина» (1995). У 2021 році статки Вольфґанґа Шрайєра оцінили приблизно в 1 мільйон доларів.

## Біографія
Народився в сім'ї фармацевта. Учасник 2-ї світової війни: помічник зенітника. Перебував в американському полоні, звільнений у 1946 році. У 1947-1949 рр. навчався на фармацевта,  працював за цим фахом до 1950 року. У 1950-1952 рр. — менеджер фармацевтичної компанії. Навчався в Лейпцизькому та Берлінському університетах. З моменту публікації у 1952 р. свого першого кримінального роману Операція «Сандерсторм» (нім. «Großgarage Südwest») став професійним письменником — автором поетичних збірок, романів та есе. Кілька разів їздив на Кариби та до США. З 1958 року Штазі (нім. Staatssicherheitsdienst) НДР тримала за ним особливий нагляд. До 1972 року Шраєр проживав у Магдебурзі, відтоді жив у Аренсгопі на узбережжі Балтійського моря.

## Фільми за сценаріями В. Шрайбера
- Лиси Аляски (1964);
- Прелюдія 11 (1964).

## Цитати
- «Люди йдуть в солдати, аби легше жилося, а не для того, щоб знайти собі смерть» (Жовта акула,1974 р.,ст.34;10-9ряд знизу).

## Книги у перекладі українською мовою
- Операція «Сандерсторм» / пер. М. Дятленка, Н. Андріанової, О.  Словенко; худ. А. Іовлєв / — Радянський письменник, 1958 — 683 с.; 2 вид. — Радянський письменник, 1959 — 684 с.; 3-є вид. — Радянський письменник, 1961, накл. 37000 пр.; 4-е вид. — Дніпро, 1974 — 640 с. /післям. М. Дятленка, худ. О. Бичко /, накл. 50000 пр.
- Акротірський шпигун / пер. М. Дятленка; худ. Г. Малаков / — Молодь, 1959 —  102 с. (Бібліотечка пригод та наукової фантастики), накл. 80000 прим.;
- Гараж пана Якобса / пер. Ю. Лісняка та З. Кундіренко[8]; худ. М. Туровський / — Держлітвидав України, 1962 — 256 с., накл. 165000 пр.;
- Жовта акула — Радянський письменник, 1973 — 235 с.; 2-е вид. — (Радянський письменник, 1974 — 236 с., накл. 115000 пр.); 3-е вид. — (Радянський письменник, 1979 — 218 с., накл. 100000 пр.);
- П'ять життів доктора Гундлаха / пер. Юрія Михайлюка; післям. Миколи Кудіна / — Дніпро, 1989 — 398 с. ISBN 5-308-00463-3.

## Електронний ресурс
- Твори Вольфґанґа Шрайєра в електронній бібліотеці Knigoed.club
- Твори Вольфґанґа Шрайєра в електронній бібліотеці Книги онлайн
- Твори Вольфґанґа Шрайєра в електронній бібліотеці AvidReaders
- Твори Вольфґанґа Шрайєра в електронній бібліотеці LiveLib
- Твори Вольфґанґа Шрайєра в електронній бібліотеці Read-Books.club
- Твори Вольфґанґа Шрайєра в електронній бібліотеці Чтиво